# Eucithara cazioti
Eucithara cazioti is een slakkensoort uit de familie van de Mangeliidae. De wetenschappelijke naam van de soort is voor het eerst geldig gepubliceerd in 1905 door Preston.